# Monanthotaxis diclina
Monanthotaxis diclina là loài thực vật có hoa thuộc họ Na. Loài này được (Sprague) Verdc. mô tả khoa học đầu tiên năm 1971.